# Basílica de San Antonio (Santos)
La Basílica de San Antonio o bien Basílica de San Antonio de Embaré (en portugués: Basílica Santo Antônio do Embaré) Es una iglesia católica inaugurada en 1945 en la ciudad de Santos, Sao Paulo al sur de Brasil que fue construida en el estilo de la arquitectura neogótica.
La basílica se origina en la pequeña capilla construida a mediados de 1874 por Antonio Ferreira da Silva, a continuación,  Barón de Embaré. Después de su muerte, la capilla fue abandonada por veinte años, cuando fue reconstruida e inaugurada en 1911. En 1915, se amplió, convirtiéndose en la iglesia. Que fue entregado en 1922 a los frailes capuchinos, que comenzaron el nuevo edificio en 1930, cuando se colocó la piedra angular que llevaría a la basílica actual, que por fin se abrió en 1945 y fue elevado a la categoría de basílica por el Papa Pío XII en 1952. 

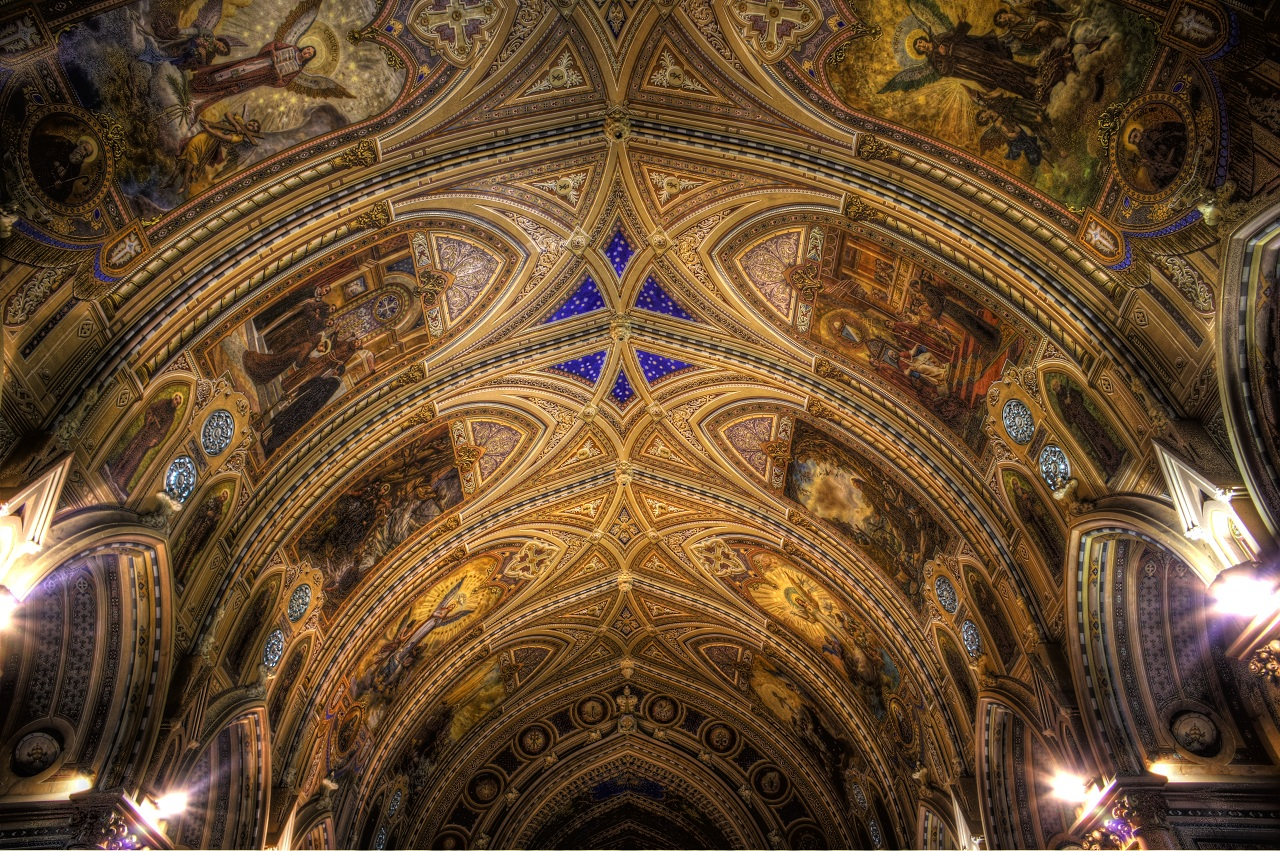
Vista interna